# Ahmed Salah
Hussein Ahmed Salah (Arábico: حسين أحمد صلاح‎, Ali Sabieh, 31 de dezembro de 1956) é um antigo maratonista de Djibuti.
Notabilizou-se internacionalmente por ter obtido uma medalha de bronze olímpica e duas medalhas de prata em Campeonatos do Mundo. Venceu por duas vezes (em 1985 e 1987) a Taça do Mundo da Maratona, contribuindo ainda para a vitória colectiva do seu país na primeira daquelas edições. No seu palmarés contam-se ainda vitórias em diversas maratonas internacionais.
Nos Jogos Olímpicos de Pequim, em 2008, ele foi o porta-bandeira da delegação de Djibuti.